# Topsport Vlaanderen-Baloise/2013
Deze pagina geeft een overzicht van de Topsport Vlaanderen-Baloise wielerploeg in 2013.

## Algemeen
Sponsor: Bâloise
Algemeen manager: Christophe Sercu
Ploegleiders: Hans De Clercq, Luc Colyn, Walter Planckaert, Andy Missotten
Fietsmerk: Eddy Merckx

## Renners
| Naam                 | Geboortedatum | Nationaliteit | Ploeg 2012 |
| -------------------- | ------------- | ------------- | ---------- |
| Sander Armée         | 10-12-1985    | België        |            |
| Dominique Cornu      | 10-10-1985    | België        |            |
| Jasper De Buyst      | 24-11-1993    | België        | Neo        |
| Kevin De Jonghe      | 04-12-1991    | België        |            |
| Kenny De Ketele      | 05-06-1985    | België        |            |
| Laurens De Vreese    | 29-09-1988    | België        |            |
| Tim Declercq         | 21-03-1989    | België        |            |
| Sander Helven        | 30-05-1990    | België        | Neo        |
| Pieter Jacobs        | 06-06-1986    | België        |            |
| Yves Lampaert        | 10-04-1991    | België        | Neo        |
| Eliot Lietaer        | 15-08-1990    | België        |            |
| Tim Mertens          | 07-02-1986    | België        |            |
| Stijn Neirynck       | 14-09-1985    | België        |            |
| Jarl Salomein        | 27-01-1989    | België        |            |
| Thomas Sprengers     | 10-12-1985    | België        | Neo        |
| Tom Van Asbroeck     | 19-04-1990    | België        |            |
| Preben Van Hecke     | 09-07-1982    | België        |            |
| Gijs Van Hoecke      | 12-11-1991    | België        |            |
| Michael Van Staeyen  | 13-08-1988    | België        |            |
| Kenneth Vanbilsen    | 01-06-1990    | België        | Neo        |
| Sven Vandousselaere  | 29-08-1988    | België        |            |
| Arthur Vanoverberghe | 29-08-1988    | België        |            |
| Pieter Vanspeybrouck | 10-02-1987    | België        |            |
| Zico Waeytens        | 29-09-1991    | België        |            |
| Jelle Wallays        | 11-05-1989    | België        |            |

## Belangrijke overwinningen
| Ster van Bessèges 1e etappe: Michael Van Staeyen Omloop van het Waasland Pieter Jacobs World Ports Classic 1e etappe: Jelle Wallays Antwerpse Havenpijl Winnaar: Preben Van Hecke Schaal Sels Winnaar: Pieter Jacobs Ronde van de Somme Winnaar: Preben Van Hecke |

1994 · 1995 · 1996 · 1997 · 1998 · 1999 · 2000 · 2001 · 2002 · 2003 · 2004 · 2005 · 2006 · 2007 · 2008 · 2009 · 2010 · 2011 · 2012 · 2013 · 2014 · 2015 · 2016 · 2017· 2018· 2019 · 2020 · 2021 · 2022 · 2023 · 2024 · 2025